# Kurvenlineal
Ein Kurvenlineal ist ein Lineal zum präzisen Zeichnen gebogener Linien. Kurvenlineale werden benutzt, um den punktweise ermittelten Verlauf einer Funktion durch eine stetige Kurve anzunähern.

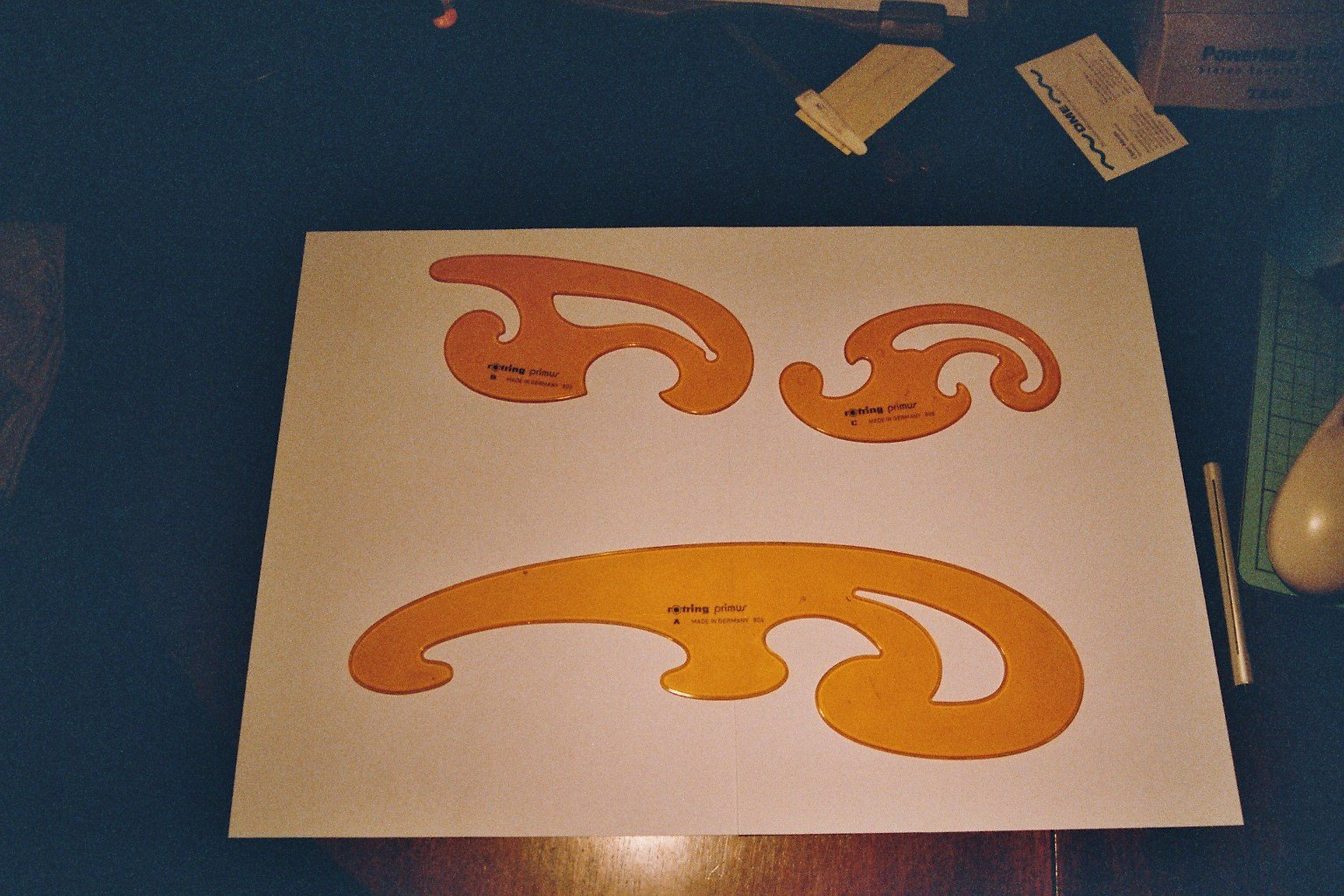
Kurvenlineale (Burmester-Satz)

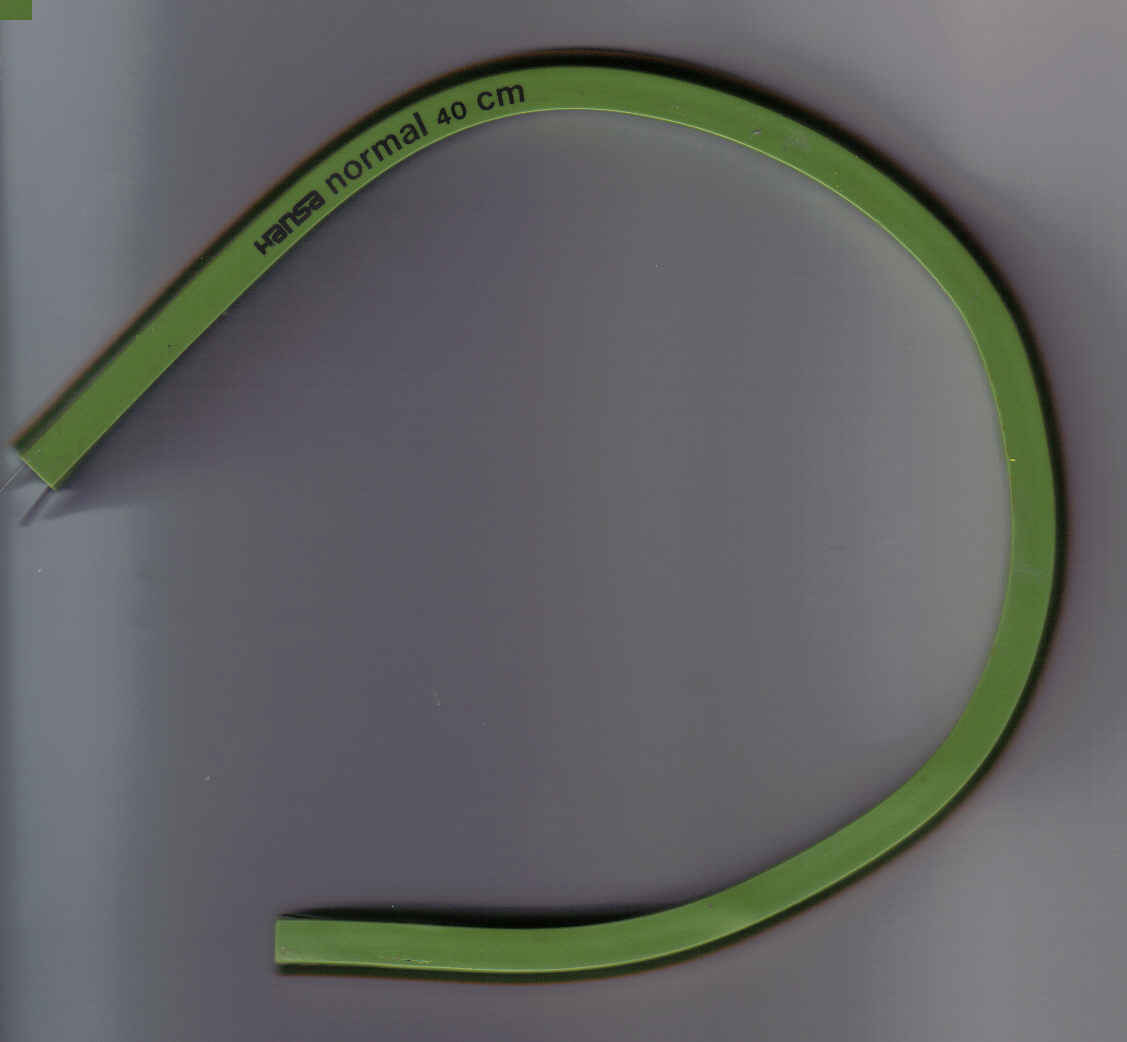
Biegbares Kurvenlineal

Parabelschablone

## Arten von Kurvenlinealen
Burmester-Schablonen, benannt nach dem deutschen Mathematiker Ludwig Burmester, stellen Splines dritter Ordnung dar. Mit ihnen lassen sich alle stetigen Funktionen annähern. Üblich sind Sätze mit drei Schablonen aus Kunststoff, mit denen sich die häufigsten zeichnerischen Aufgaben des mathematischen und technischen Unterrichts gut lösen lassen, z. B. das Zeichnen von Polynomkurven, Winkelfunktionen, Kettenlinien und Ellipsen. Daneben gibt es umfangreichere Schablonensätze, die mehr Auswahl bieten und auch für größere Zeichnungsformate geeignet sind.
Darüber hinaus sind Kurvenlineal-Sätze von EMDE sowie umfangreiche Spezialsätze für Zeichnungen im Schiffsbau bekannt und gebräuchlich.
Speziallineale sind für bestimmte Kurvenverläufe vorgesehen, z. B. zum Zeichnen von Parabeln, Hyperbeln oder Winkelfunktionen. Sie sind nur sehr eingeschränkt verwendbar, weil den dargestellten Funktionen ein Koordinatensystem in einem ganz bestimmten Maßstab zugrunde liegt. Beispiel dafür sind die Parabelschablonen, die vor allem im Mathematikunterricht benutzt werden.
Darüber hinaus gibt es biegsame Kurvenlineale aus Gummi oder Kunststoff, die an einen nahezu beliebigen Kurvenverlauf angepasst werden können. Die flexibleren Gummilineale bestehen dabei im Innern aus einem quaderförmigen Bleikern, der von zwei flachen Streifen Federstahl seitlich umgeben wird. Dem Lineal wird dadurch die Biegsamkeit in der Ebene ermöglicht, der Bleikern behält seine Form durch die leichte Steifigkeit bei und die Federstahlbänder schützen den Kern und vermitteln Unregelmäßigkeiten der Biegung. Bei Kunststofflinealen greifen mehrere flache Profile ineinander, die an einem Ende gegen ein Herausrutschen fixiert sind. Es ist daher ein gewisser Kraftaufwand vonnöten, um es in die gewünschte Kurve zu biegen, allerdings bleibt diese dann auch nach dem Abheben vom Blatt erhalten. Auf diese Weise kann der Linienverlauf auf mehreren Blättern gut reproduziert werden, oder auch Kurven von einem dreidimensionalen Objekt abgenommen werden. Biegsame Kurvenlineale sind in verschiedenen Längen zwischen typischerweise 30 cm bis 100 cm erhältlich.
Ein Sonderfall veränderlicher Kurvenlineale sind Straklatten, die aus biegsamen Holz- oder Kunststoffleisten bestehen, die mit Hilfe von Gewichten, Klemmen, Schrauben in Form gebracht und gehalten werden.

## Anwendungen
Kurvenlineale werden heute vor allem in der Ausbildung eingesetzt. Moderne CAD-Systeme (Computer Aided Design) für das technische Zeichnen sowie Programme, die das Ergebnis einer Regressionsanalyse graphisch darstellen können, haben Kurvenlineale aus der beruflichen Praxis weitgehend verdrängt. 
Da diese vektorbasierte Grafiken verwenden, um einen präzisen Radius oder ungefähre Kurven zu erzielen, sind mechanische Schablonen (und die meisten mechanischen Zeichentechniken) überholt. 
Allerdings finden sie noch Verwendung für kleine Zeichnungen oder manuelle Korrekturen an mit einem Stiftplotter und Tuschestiften erstellten umfangreichen Zeichnungen oder in der Schneiderei bei Anfertigung von Schnitten. Manuelle Kurvenvorlagen werden auch von Modellbauern und anderen Personen verwendet, die traditionelle Berufe und Fertigkeiten beibehalten. 
Digitale Computer können auch verwendet werden, um einen Satz von Koordinaten zu generieren, die eine beliebige Kurve genau beschreiben, und die Punkte können mit Liniensegmenten verbunden werden, um die Kurve mit einem gewissen Grad an Genauigkeit anzunähern, obwohl dies je nach Art der Kurve unterschiedlich ist. Einige Computergrafiksysteme nutzen Bézierkurven, die es ermöglichen, eine Kurve in Echtzeit auf einem Bildschirm zu biegen, um einem Satz von Koordinaten zu folgen, die nicht auf der gezeichneten Linie liegen. Dies unterscheidet sich von der Art und Weise, wie ein Kurvenlineal auf einem Satz von drei oder vier Punkten auf dem Papier platziert wird.